# Штейн, Пётр Александрович
Пётр Александрович Штейн (3 сентября 1947, Москва — 10 февраля 2007, там же) — российский театральный режиссёр.

## Биография
Родился в семье писателя Александра Петровича Штейна (настоящая фамилия Рубинштейн) и художницы кино Людмилы Яковлевны Путиевской (1912—1994). Сестра — врач-рентгенолог и учёный-медик Татьяна Семёновна Путиевская (1935—2015) была женой актёра Игоря Кваши.
В 1969 году окончил ГИТИС (курс А. В. Эфроса). Дебютировал в 1968 году с постановкой пьесы Лопе де Вега в Рязанском драматическом театре. На протяжении 1970-х годов занимался постановками в различных московских театрах («Поющие пески» Б. Лавренева в Театре имени Моссовета, «В порядке обмана» А. Барто в МТЮЗе).
С 1977 по 1995 годы — режиссёр театра «Ленком», где поставил среди прочего спектакли «Дорогая Памела» Д. Патрика и Г. Горина, «Карманный театр» Ж. Кокто, «Бременские музыканты» Г. Гладкова и В. Ливанова, «Ромул Великий» Ф. Дюрренматта. С 2002 года работал на телевидении, где поставил сериалы «Бедная Настя» (2003), «Дорогая Маша Березина» (2004), «Зона» (2006), «Автономка» (2006), «Врачебная тайна» (2006).
В 1994 году поставил в МХТ имени Чехова спектакль «Новый американец» по произведениям Сергея Довлатова, который успешно играют до сих пор, уже более 20 лет.
Похоронен в Москве на Ваганьковском кладбище.

### Семья
Первая жена — радиоведущая Татьяна Михайлова («Пионерская зорька», «Ровесники»). Дочь — Александра Штейн (род. 1979).
Вторая жена — психолог Марина Штейн. Дочь — журналистка, муниципальный депутат Людмила Штейн (род. 1996).

## Режиссёрские работы в кино
1. 1979 — Повесть об одной любви (фильм-спектакль)
2. 1982 — Гренада (фильм-спектакль)
3. 1985 — Дорогая Памелла (фильм-спектакль)
4. 1988 — Карманный театр (фильм-спектакль)
5. 1988 — Я знаю силу слов… (фильм-спектакль)
6. 1989 — Бутерброд (фильм-спектакль)
7. 1990 — Там, где мы бывали… (фильм-спектакль)
8. 1995 — Компания
9. 1998—2005 — 33 квадратных метра (сериал)
10. 2002 — Рождественские грёзы (фильм-спектакль)
11. 2003 — Эта пиковая дама (фильм-спектакль)
12. 2003—2004 — Бедная Настя (сериал)
13. 2004 — Дорогая Маша Березина (сериал)
14. 2005 — Оскар (фильм-спектакль)
15. 2005 — Сквозная линия (фильм-спектакль)
16. 2006 — Зона (сериал)
17. 2006 — Автономка
18. 2006 — Врачебная тайна
19. 2007 — Ты меня слышишь?
20. 2007 — Фальшивомонетчики